# Lluís Amorós Amorós
Lluís Amorós Amorós (Artà, Mallorca, 1905 - Barcelona, 1972) va ser un advocat, distingit per la seva aportació a l'arqueologia de Mallorca.
Llicenciat en Dret, va exercir, però d'arqueòleg, i fou comissari insular d'excavacions arqueològiques i Delegat Nacional del Servei d'excavacions a Artà. Va intervenir en diverses excavacions des del 1929, la major part del material de les quals és al Museu d'Artà. També va col·laborar com a tresorer amb la Fundació Bryant. Entre les excavacions en les que va intervenir es troben els jaciments del talaiot de Rafal Cogolles, les Navetes de Rafal Rubí, el teatre de la ciutat romana de Pollentia a Alcúdia i especialment el jaciment talaiòtic de Son Favar i els jaciments funeraris de Son Bauçà, Son Maimó i les Coves d'Artà. A la seva obra L'edat del bronze a Mallorca (1952) va realitzar una de les primeres síntesis de la prehistòria de Mallorca.